# Malinyi (Distrikt)
Malinyi ist ein Distrikt der Region Morogoro in Tansania. Er grenzt im Osten an den Distrikt Ulanga, im Süden und im Südwesten an die Region Ruvuma, im Westen und im Norden an den Distrikt Mlimba.

## Geographie
Malinyi hat eine Fläche von 11.112 Quadratkilometer und 225.126 Einwohner (Volkszählung 2022). Die größten Flüsse sind der Ulanga im Norden und der Luwegu im Süden, die beide zum Einzugsgebiet des Flusses Rufij gehören, der in den Indischen Ozean mündet. Das Klima in Malinyi ist tropisch, Aw nach der effektiven Klimaklassifikation.

## Geschichte
Der Distrikt entstand nach 2012 durch Teilung des Distriktes Ulanga.

## Verwaltungsgliederung
Malinyi ist in zehn Bezirke (Wards) gegliedert.
- Biro
- Igawa
- Itete
- Kilosa Mpepo
- Malinyi
- Mtimbira
- Ngoheranga
- Njiwa
- Sofi
- Usangule

## Bevölkerung
Rund sechzig Prozent der Bevölkerung sind Analphabeten.

## Einrichtungen und Dienstleistungen
- Bildung: Für die Bildung der Jugend stehen 35 Grundschulen und 14 weiterführende Schulen zur Verfügung.[8]
- Gesundheit: Im Distrikt gibt es ein Krankenhaus, ein Gesundheitszentrum und dreizehn Apotheken.[9] Das Krankenhaus wird von der evangelischen Kirche betrieben.[10]
- Wasser: Im Jahr 2019 wurden 53 Prozent der Bevölkerung mit sicherem und sauberem Wasser versorgt.[11]

## Wirtschaft und Infrastruktur
Malinyi ist einer der ärmsten Distrikte von Tansania, das Pro-Kopf-Einkommen liegt unter 300 Euro pro Jahr. Der Großteil der Bevölkerung lebt von kleinen Landwirtschaften.
Die wichtigste Straßenverbindung ist die nicht befestigte Nationalstraße T16 von Ifakara im Norden nach Songea im Süden.

## Politik
In MalinyiIm wird ein Distriktrat (District council) alle 5 Jahre gewählt. Den Vorsitz hat Fadhili Liguguda inne (Stand 2020).[veraltet]

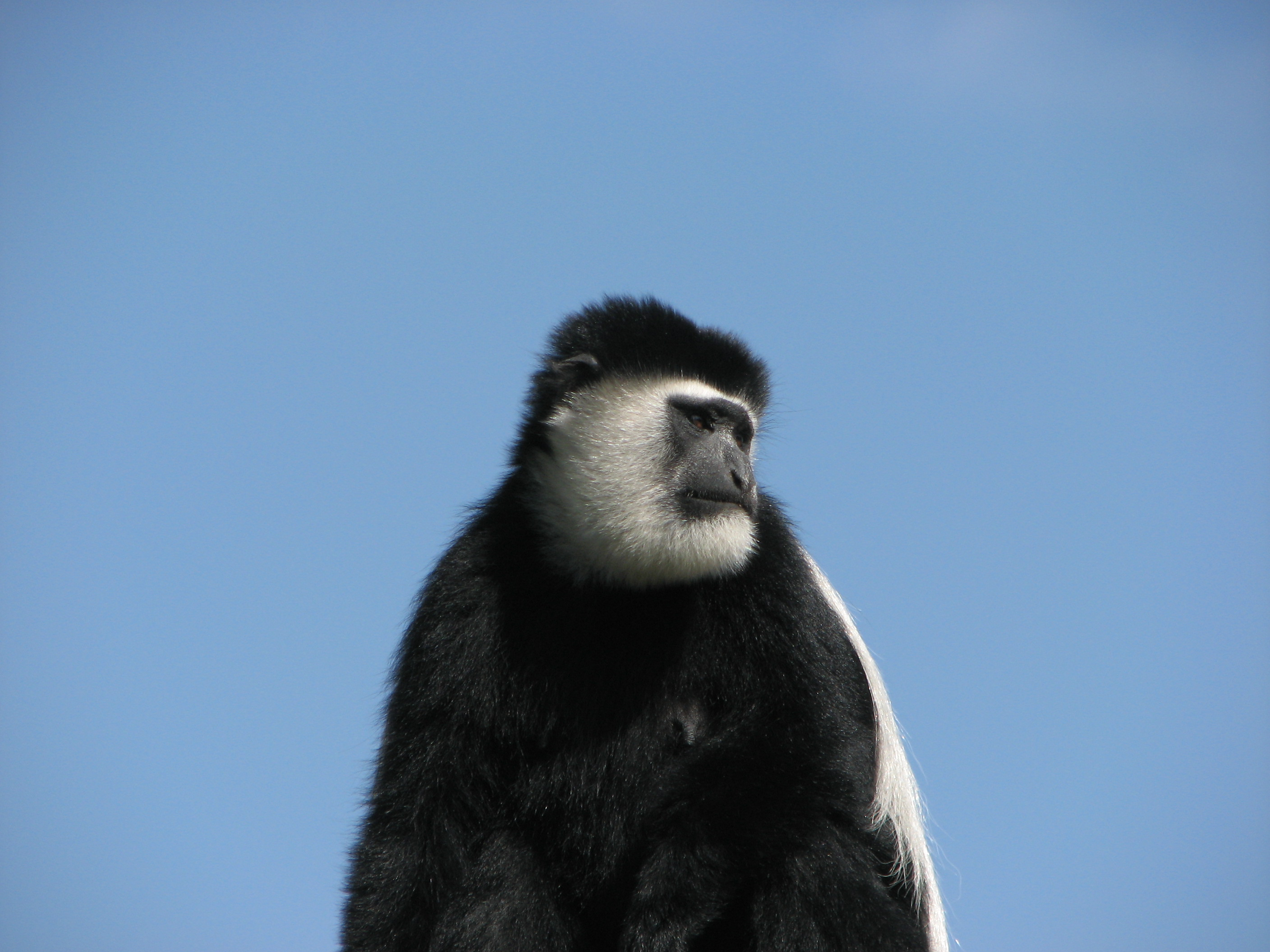
Colobus Affe

## Sehenswürdigkeiten
- Kilombero Wildreservat: Der Distrikt hat Anteil am Wildreservat des Flusses Kilombero.[1] Das Reservat beherbergt eine große Zahl von Büffeln, Elefanten, Zebras, Krokodilen und den Colobus Affen.[15]